# Dancing Stage: Mario Mix
Dancing Stage: Mario Mix (Dance Dance Revolution Mario Mix in America e Dance Dance Revolution with Mario (ダンスダンスレボリューション ウィズ マリオ?, Dansu Dansu Reboryūshon uzu Mario) in Giappone) è un videogioco musicale, sviluppato da Konami e prodotto da Nintendo nel 2005, esclusivamente per GameCube.
Molti brani del gioco, sono stati presi dalla serie di Mario.

## Trama
Waluigi ruba dei tasti musicali in grado di esaudire i desideri per conquistare il mondo.
Tuttavia Toad lo vede da lontano e va ad avvertire Mario (o un altro personaggio scelto dal giocatore) del pericolo cui corre il Regno dei Funghi. Il personaggio dovrà quindi sconfiggere molti boss ballando dei brani della serie in versione Hip hop per recuperare le chiavi, ma dopo aver sconfitto Waluigi dovrà continuare l'avventura per sconfiggere anche Bowser, che ha rubato a sua volta le chiavi.

## Brani
| Titolo                         | Fase  | Gioco                              | Canzone originale                  | Compositore                 | Nome giapponese                                       |
| ------------------------------ | ----- | ---------------------------------- | ---------------------------------- | --------------------------- | ----------------------------------------------------- |
| Here We Go!                    | 1-1   | Super Mario Bros.                  | Ground Theme                       | Kōji Kondō                  | ヒア・ウィ・ゴー (Hia Wi Gō)                          |
| Underground Mozart*            | 1-2   | Mario Bros.                        | Eine Kleine Nachtmusik             | Wolfgang Amadeus Mozart     | 土管の中のモーツァルト (Dokan no Naka no Mōtsaruto)   |
| Pipe Pop                       | 1-2EX |                                    | Turkish March                      | Wolfgang Amadeus Mozart     | パペットダンス (Papetto Dansu)                        |
| Garden Boogie                  | 1-3   |                                    | Carmen                             | Georges Bizet               | パラパラカルメン (Parapara Karumen)                   |
| Destruction Dance              | 1-4   | Wrecking Crew                      | Bonus Stage                        | Hirokazu Tanaka             | 月夜にぶちこわせ (Tsukiyo ni Buchikowase)             |
| Jump! Jump! Jump!              | 2-1   | Super Mario Bros. 3                | Athletic Theme                     | Koji Kondo                  | ジャンプ！ジャンプ！ジャンプ！ (Janpu! Janpu! Janpu!) |
| Fishing Frenzy*                | 2-2   | Yoshi's Cookie                     | Csikos Post                        | Hermann Necke               | みんなでパーティタイム (Minna de Pāti Taimu)          |
| Pirate Dance                   | 2-2EX | Super Mario World                  | Athletic Theme                     | Koji Kondo                  | 転がるコインのように (Korogaru Koin no Yō ni)         |
| In the Whirlpool*              | 2-3   |                                    | Pomp and Circumstance              | Edward Elgar                | 風のかなたに (Kaze no Kanata ni)                      |
| Step by Step                   | 2-3EX | Super Mario World                  | Bonus/Switch Palace Level Theme    | Koji Kondo                  | ステップ・バイ・ステップ (Suteppu Bai Suteppu)        |
| Blooper Bop                    | 2-4   | Super Mario Bros.                  | Underwater                         | Koji Kondo                  | 泳げ四分音符 (Oyoge Shibun Onpu)                      |
| Hammer Dance                   | 3-1   | Super Mario Bros. 3                | Overworld Theme                    | Koji Kondo                  | クエ・テ・バヤ・マリオ (Kue Te Baya Mario)            |
| Rollercoasting                 | 3-2   | Mario Kart: Double Dash!!          | Mario/Luigi/Yoshi Circuit Theme    | Shinobu Tanaka              | スーパーマシーン (Sūpā Mashīn)                        |
| Boo Boogie*                    | 3-3   | Super Mario Bros. 2                | Main Theme                         | Koji Kondo                  | ほっぴンちょっぴン (Hoppin Choppin)                   |
| Moustache, Barrel, and Gorilla | 3-3EX | Donkey Kong                        | Various                            | Shigeru Miyamoto            | ヒゲとタルとゴリラ (Hige to Taru to Gorira)           |
| Starring Wario!                | 3-4   | Wario World                        | Greenhorn Forest                   | Minako Hamano               | オレ様がスターだ! (Ore-sama ga Sutā Ryu!)             |
| Frozen Pipes                   | 4-1   |                                    | Old Folks at Home                  | Stephen Collins Foster      | 気分はハイ・ホー (Kibun wa Hai Hō)                    |
| Cabin Fever*                   | 4-2   | Mario Party 5                      | Toy Dream Theme                    | Aya Tanaka                  | マリオのカーニバル (Mario no Kānibaru)                |
| Ms. Mowz's Song                | 4-2EX | Paper Mario: Il portale millenario | Theme of Ms. Mowz; X-Naut Fortress | Yuka Tsujiyoko              | チューチューテクノ (Chū Chū Tekuno)                   |
| Deep Freeze                    | 4-3   | Dr. Mario                          | Fever                              | Hirokazu "Hip" Tanaka       | ハッピーハッピーダンス (Happī Happī Dansu)            |
| Rendezvous on Ice*             | 4-4   | Antarctic Adventure                | Les Pâtineurs                      | Émile Waldteufel            | 氷の上でランデブー (Kōri no Ue de Randebū)            |
| Midnight Drive                 | 4-4EX | Mario Kart 64                      | Mario Kart 64 Theme                | Kenta Nagata                | 真夜中のドライブ (Mayonaka no Doraibu)                |
| Always Smiling                 | 5-1   |                                    | Tritsch-Tratsch-Polka              | Johann Strauss II           | きっと笑顔がイチバンさ (Kitto Egao ga Ichiban sa)     |
| Bowser's Castle                | 5-2   | Mario Kart: Double Dash!!          | Bowser's Castle                    | Shinobu Tanaka/Kenta Nagata | ワガハイはボスである! (Wagahai wa Bosu de Aru!)       |
| Up, Down, Left, Right          |       | Mario Paint                        | Twinkle Twinkle Little Star        |                             |                                                       |
| Choir on the Green             |       |                                    | Ah, Lovely Meadow                  | Anonymous                   | 緑の上の大合唱 (Midori no Ue no Daigasshō)            |
| Hop, Mario!                    |       | Super Mario World                  | Opening                            | Koji Kondo                  | ホップステップマリオ (Hoppu Suteppu Mario)            |
| Where's the Fight?             |       | Super Mario Bros.                  | Underground                        | Koji Kondo                  | 出口はどこだ!? (Deguchi wa Doko da!?)                 |
| Piroli                         |       | Famicom Disk System                | Bios                               |                             | ピ・ロ・リ (Pi Ro Ri)                                 |